# Benigno Andrade García
Pour les articles homonymes, voir Andrade.
Benigno Andrade García (né le 22 octobre 1908 au lieu-dit As Foucellas, commune de Mesía en Galice (Espagne) et exécuté le 7 août 1952 dans la prison de La Corogne), est un militant de la Confédération nationale du travail et guérilléro anti-franquiste galicien sous le nom de O Foucellas. O Foucellas est un nom mythique et populaire encore aujourd'hui.

## Biographie
Né à As Foucellas, il a étudié à l'école locale et aidait aux travaux agricoles. Il a ensuite travaillé dans une mine de charbon à Fabero, Ponferrada, León. 
Marié à María Pérez, il a eu deux fils, Josefa et Sergio. Son épouse travaillait chez un médecin. Ce dernier, avec son épouse, Isabel Ríos Lozano, dirigeaient le groupe communiste à Curtis appelé Sociedad Republicana Radio Comunista en Curtis, avec lequel Foucellas sympathise.
Il fait ensuite partie de la CNT. Au début de la Guerre Civile Espagnole il s'enrôle dans une colonne en partance pour La Corogne, mais la ville étant déjà envahie pour les forces putschistes, il rentre à Curtis.

### Notices
- Dictionnaire des guérilleros et résistants antifranquistes : notice biographique.
- Libcom : notice biographique.
- Historias y recuerdos : notice biographique.